# 남원 십로사
남원 십로사(南原 十老祠)은 대한민국 전북특별자치도 남원시 대강면에 있는, 조선시대 단종 폐위로 벼슬을 버리고 세조에게 항거한 당시 10문인의 고결한 절개를 기리기 위해 세운 사당이다. 1984년 4월 1일 전북특별자치도의 문화재자료 제59호로 지정되었다.

## 개요
조선시대 단종 폐위로 벼슬을 버리고 세조에게 항거한 당시 10문인의 고결한 절개를 기리기 위해 세운 사당이다.
명인 10문인은 부장 이윤철·주부 안정·현령 김박·건산 한승유·광은 설산옥·처사 설존의·취은 오유경·귀래정 신말주·십세 조윤옥·둔암 장조평이다.
철종 13년(1862)에 그들의 후손들이 세운 이 사당은 앞면 3칸·옆면 1칸 규모로 강당, 중문, 외삼문, 수직사 등을 갖추고 있다.

## 참고 자료
- 십로사 - 국가유산청 국가유산포털